# The Crow (banda sonora)
The Crow (Original Motion Picture Soundtrack) es la banda sonora de la película The Crow (El Cuervo) y fue lanzado el 29 de marzo de 1994. Las canciones que más éxito tuvieron a su estreno fueron: Big Empty de Stone Temple Pilots y Burn de The Cure.

## Información del álbum
El álbum contó con los "covers", de la banda Nine Inch Nails interpretando «Dead Souls» de Joy Division. Pantera, que interpretó «The Badge», y Rollins Band, que tocó «Ghostrider» que trata sobre un personaje de Marvel Comics. Rage Against the Machine regrabó el tema «Darkness of Greed» y le cambió el nombre a «Darkness» para que apareciera en esta banda sonora. The Cure también escribió la canción «Burn» para esta película (The Crow) y los Stone Temple Pilots que originalmente regrabaron una canción del demo de Mighty Joe Young de título «Sólo Dying», pero la retiraron cuando murió Brandon Lee.
La inclusión de las canciones escritas por Joy Division y The Cure son notables debido a la influencia de ambas bandas en los cómics originales. James O'Barr, el creador de The Crow, reimprimió la letra de la canción «The Hanging Garden» de The Cure en una página entera del cómic y en algunos capítulos se pueden ver el nombre de las canciones de Joy Division como "Atmosphere" y "Atrocity Exhibition", por ejemplo. En una parte de la película, Eric Draven cita la letra de la canción «Disorder» del álbum Unknown Pleasures. Cabe mencionar que James O'Barr era un gran fan de ambas bandas cuando estaba creando el cómic.
El otro tipo de música de toque orquestal que aparece en la película no está incluido en esta banda sonora. Estos temas aparecen en The Crow: Original Motion Picture Score, con algunos elementos electrónicos, orquestal y un poco de guitarra. Estas fueron escritas específicamente para la película por Graeme Revell.

## Lista de canciones
| N.º | Título                                          | Artista(s)                        | Duración |  |
| 1.  | «Burn»                                          | The Cure                          | 6:39     |  |
| 2.  | «Golgotha Tenement Blues»                       | Machines of Loving Grace          | 4:01     |  |
| 3.  | «Big Empty»                                     | Stone Temple Pilots               | 4:56     |  |
| 4.  | «Dead Souls»                                    | Nine Inch Nails                   | 4:54     |  |
| 5.  | «Darkness»                                      | Rage Against the Machine          | 3:41     |  |
| 6.  | «Color Me Once»                                 | Violent Femmes                    | 4:09     |  |
| 7.  | «Ghostrider»                                    | Rollins Band                      | 5:45     |  |
| 8.  | «Milktoast (También conocida como Milquetoast)» | Helmet                            | 3:59     |  |
| 9.  | «The Badge»                                     | Pantera                           | 3:54     |  |
| 10. | «Slip Slide Melting»                            | For Love Not Lisa                 | 5:47     |  |
| 11. | «After the Flesh»                               | My Life with the Thrill Kill Kult | 2:59     |  |
| 12. | «Snakedriver»                                   | The Jesus and Mary Chain          | 3:41     |  |
| 13. | «Time Baby III»                                 | Medicine                          | 3:52     |  |
| 14. | «It Can't Rain All the Time»                    | Jane Siberry                      | 5:34     |  |

## Posicionamiento
| Chart             | Posición |
| ----------------- | -------- |
| The Billboard 200 | 1        |